# 康考迪亞 (馬格達萊納省)

康考迪亞（西班牙語：Concordia），是哥倫比亞的城鎮，位於該國北部馬格達萊納省，距離聖瑪爾塔240公里，面積110平方公里，海拔高度15米，2005年人口9,733，人口密度每平方公里88.48人。